# 舊維克劇場

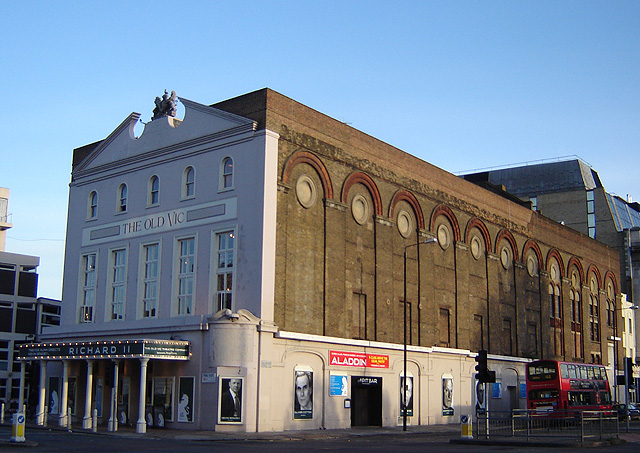
舊維克劇場

舊維克劇場（The Old Vic）是英國倫敦的一家可容納1000名觀眾的非盈利性劇場，位於滑鐵盧車站附近。這家劇場創建於1818年，最初名為皇家柯堡劇場（Royal Coburg Theatre），並在1833年改名為皇家維多利亞劇場（Royal Victoria Theatre）。劇場在1940年的空襲衝遭到破壞。1951年重新開業之後，劇場建築被列入II*級登錄建築。

## 外部連結
- Old Vic Theatre （页面存档备份，存于） official website
- Old Vic archive at the University of Bristol Theatre Collection, University of Bristol
- Lilian Baylis archive at the University of Bristol Theatre Collection, University of Bristol
- Old Vic Theatre History （页面存档备份，存于）